# Талія Мінт
Талія Мінт (англ. Talia Mint; нар. 26 листопада 1989, Київ) — українська порноакторка.

## Життєпис
В порноіндустрію потрапила в 2015 році.
Знімалася для Girlfriends Films, vivthomas.com, Harmony Films та nubiles.net.
Проживає в Іспанії.

## Нагороди та номінації
| Рік  | Нагорода   | Результат | Категорія                                          | Робота                              |
| ---- | ---------- | --------- | -------------------------------------------------- | ----------------------------------- |
| 2020 | AVN Awards | Номінація | Найкраща сцена сексу від першої особи              | Sexy Public Suck and Fuck Challenge |
| 2021 | AVN Awards | Перемога  | Найкраща сцена групового сексу в іноземному фільмі | Our Secret Place                    |